# Èuricles d'Atenes
Èuricles (en grec antic: Εὐρυκλῆς, Euryklês) va ser un famós ventríloc atenès que va viure cap al segle v aC. Hom li atribueix la invenció d'aquesta art, aplicada amb freqüència a la necromància; d'aquí que els que practicaven la ventrilòquia eren anomenats euriclides (εὐρυκλείδαι).
Èuricles feia sortir del seu interior una segona veu, amb la qual dialogava i predeia el futur. Plutarc diu que a través dels seus llavis se sentia la veu d'un dimoni, que era com una veu ronca que venia del ventre, i que Èuricles proferia sumit en una mena d'èxtasi. Per tant, no es pot considerar un ventríloc en el sentit modern.
Èuricles va convèncer els atenesos que a les seves entranyes hi vivia un geni parlant, i gràcies a això li van permetre fer actuacions al teatre. Aristòfanes el cita en un vers que diu que, així com Apol·lo es posava dins dels ventres d'algú per a realitzar profecies, Èuricles utilitzava el seu ventre per a donar a conèixer les seves humorades. Plató també parla d'Èuricles al Sofista, i diu que hi ha homes que porten dins seu l'enemic, aquell que els porta la contrària, una veu que els governa de dins, i que la porten sempre amb ells, com li passava a «l'extravagant Èuricles». Aquesta veu li permetia parlar d'esdeveniments futurs.
Més endavant, els genis instal·lats al cos dels ventrílocs i dels profetes van rebre el nom de «pitons», en referència a la serp Pitó, que havia profetitzat a Delfos. Aquesta forma d'endevinació va trobar recolzament en les doctrines platòniques, pitagòriques i cristianes, cosa que va donar vigència als «engastrímits» (ἐγγαστρίμυθος 'ventrílocs') durant molts d'anys.